# Neoscytalidium dimidiatum
Neoscytalidium dimidiatum är en svampart som först beskrevs av Penz., och fick sitt nu gällande namn av Crous & Slippers 2006. Neoscytalidium dimidiatum ingår i släktet Neoscytalidium och familjen Botryosphaeriaceae.   Inga underarter finns listade i Catalogue of Life.